# 와다 쓰요시
와다 쓰요시(일본어: 和田 毅, わだ つよし, 1981년 2월 21일~)는 일본의 프로 야구 선수이자, 현재 퍼시픽 리그의 후쿠오카 소프트뱅크 호크스의 소속 선수(투수)이다.

## 인물

### 프로 입단 전
초등학교 1학년 때인 1987년에 야구를 시작했고, 1991년에는 아버지의 고향인 시마네현 이즈모시에 이사했다. 아버지도 대학 시절에는 닛폰 체육대학에서 활약을 했고 수도 대학 야구 연맹이 주최하는 리그 경기에서 수위타자를 한 번 차지했고 베스트 나인에 두 차례나 선정되었다. 실제로 남동생은 릿쿄 대학에서 활약했다.
고등학교 시절 하마다 고등학교의 에이스로서 2학년 때인 1997년 전국 고등학교 야구 선수권 대회에 출전했다. 첫 경기에서는 이시카와 마사노리가 소속된 아키타 상업고등학교와 상대하여 9회 동점인 상황에서 만루 위기에 처했는데 다음 타자인 이시카와에게도 볼넷을 허용, 밀어내기 볼넷으로 팀은 끝내기 패배를 당했다. 다음해인 1998년 전국 고등학교 야구 선수권 대회에서는 8강에 진출했고 첫 경기인 도가시 가즈히로와 가토 겐(이 두 사람은 당시 경기에서 배터리를 짰다)이 소속된 시바타 농업고등학교한테 승리했다. 계속되는 3차전에서는 도쿄 지역 대표팀이자 모리모토 히초리가 소속된 데이쿄 고등학교와 상대하면서 모리모토에게 홈런을 허용했지만 경기에서는 팀은 3대 2로 승리를 거뒀다. 이후 준준결승전에서는 후루키 가쓰아키가 소속된 도요타오타니 고등학교와 상대했지만 연장 10회에서 3-4로 패했다. 전년도 가을에 근육 파열로 부상당했는데 당시에는 120 km/h 정도 밖에 나와 있지는 않았지만 데이쿄 고등학교의 한 선수는 “150km/h로 보였다”라고 말했다.
고교 졸업 후 와세다 대학 인간과학부에 진학하면서 1학년 때인 9월 12일, 도쿄 6대학 추계 리그의 도쿄 대학전에서 첫 등판했는데 동기생과의 트래이너와 시행 착오를 거듭하면서 투구폼에는 더욱 연마를 했다. 이것에 의해 고교 시절에는 130km/h에도 못 미쳤던 구속이 2개월 만에 140km/h를 넘을 때까지 되어 있었다. 2학년 봄부터는 뛰어나는 페이스로 삼진을 빼앗는 등의 활약으로 세간의 화제를 모으기도 했고 타격이 뛰어나면서도 고교 시절에는 클린업을 맡았다.
2002년에는 에가와 스구루가 갖고 있던 도쿄 6대학 야구 연맹의 탈삼진 기록인 443개를 경신하면서 통산 476개의 탈삼진까지 기록을 경신했다. 와세다 대학의 일명 ‘닥터 K’라고 불리는 등 프로에서의 주목받을 투수로서 각 구단이 영입 쟁탈전을 전개했다. 한편 1980년대에 태어난 일명 ‘마쓰자카 세대’라고 불린 타 대학에서도 훌륭한 투수들이 갖추어져 있어 호세이 대학의 도이 료타로, 게이오기주쿠 대학의 오사다 슈이치로, 릿쿄 대학의 다다노 가즈히토 등과 격전을 벌이고 있었다.
4학년 때는 에이스로서 와세다 대학이 52년 만에 춘계와 추계 리그 연패 달성에 기여하면서 2시즌 연속으로 베스트 나인에 선정되었고 후지이 슈고로부터 물려받은 등번호 18번을 와세다 대학에서의 좌완 투수의 에이스 등번호로 정착시켰다. 도쿄 6대학 리그 통산 62경기에 등판하면서 27승 13패, 평균자책점 1.35, 탈삼진 476개를 기록했는데 통산 27승은 와세다 대학의 좌완 투수로서는 최다 기록이었다. 자신에게 엄격하면서도 한결같은 연습 자세는 하급생인 도리타니 다카시, 아오키 노리치카, 히가 도시미쓰, 요시다 신타로 등에게 영향을 주었고 그것이 와세다 대학 야구부 사상 최초의 4연패를 달성하는 결정적인 이유 중의 하나였다.
같은 해 2002년에 있었던 프로 야구 드래프트 회의에서는 자유 획득 범위로 후쿠오카 다이에 호크스에 입단했는데 다이에에 입단한 이유가 아키야마 고지의 은퇴 경기에서 감동을 받았다고 말했다. 실제로 후쿠오카 돔에 경기를 관전하러 가면서 팬들의 열렬한 성원이 소케이센과 닮아 있다는 이유를 들었다.

### 다이에·소프트뱅크 시절

#### 2003년
입단하자마자 선발 로테이션에 합류하여 팀의 일원으로서 리그 우승에 기여했고 시즌 14승(5패)을 기록하면서 신인왕을 석권했다. 한신 타이거스와의 일본 시리즈에서는 3승 3패로 맞이한 7차전에 선발로 등판하여 일본 프로 야구 사상 최초인 신인으로서의 완투승을 기록해 팀의 일본 시리즈 우승을 이끌었다. 그해 아테네 올림픽 예선으로 삿포로돔에서 개최된 한일전에서 개막전 선발로 출전하였고 승리투수가 되었다.

#### 2004년
그 해에 아테네 올림픽 일본 국가대표팀 선수로 발탁되면서 팀의 동메달 획득에 기여했고 정규 시즌에서는 ‘2년째의 징크스’가 없다고는 하였지만 극도의 부진으로 인해 10승 6패와 평균자책점이 4.35라는 저조한 성적을 기록하였다. 그런데도 피타율은 리그 최저인 2할 2푼 8리를 나타냈다.

#### 2005년
2005년부터 자신의 사비를 들여 이즈모 시내에 있는 소년 야구팀을 대상으로 한 ‘와다 쓰요시배 소년 야구 대회’를 개최했고 우승 팀은 부상으로 후쿠오카 돔에 열릴 시즌 개막전에 초청하고 있다. 트레이너와 정식으로 전속 계약을 맺었고 구단 이름이 후쿠오카 다이에 호크스에서 후쿠오카 소프트뱅크 호크스로 바뀌면서 소프트뱅크 최초의 개막전 선발 투수로 등판해 승리 투수가 되었다. 그 후 12승(8패)을 기록하면서 팀으로서는 1960년 스기우라 다다시 이후가 되는 신인 시절부터 3년 연속 두 자릿수 승리를 달성했다.
12월 20일에는 입단 4년차 선수의 연봉으로서는 마쓰자카 다이스케의 1억 4,000만 엔을 뛰어넘은 역대 최고 금액이 되는 1억 4,500만 엔(추정)으로 재계약을 맺었다. 12월 10일에는 탤런트이자 배우인 나카네 가스미와의 결혼을 발표했고 14일에는 이즈모 시내의 모처에서 피로연이 열렸다. 다음 해인 2006년 9월 13일에는 장녀가 탄생했다.

#### 2006년~2007년
2006년과 2007년에 2년 연속으로 두 자릿수 승리를 기록하면서 이시카와 마사노리(야쿠르트)와 함께 현역 선수로서 두 번째가 되는 입단 이후부터 5년 연속 두 자릿수 승리를 달성했다. 팀으로서는 스기우라 다다시 이후 45년 만의 기록이 되었다. 오프에는 미국 로스앤젤레스 시내의 병원에서 왼쪽 팔꿈치 수술을 받았다.

#### 2008년
올스타전이 열리기 직전까지 8승을 올리면서 베이징 올림픽 일본 국가대표팀 선수로 발탁되었다. 6년 연속으로 두 자릿수 승리도 기대되면서 소속 팀에 복귀한 이후는 사이타마 세이부 라이온스와 상대하면서 10이닝을 1실점 이하로 호투하였고 복귀 후의 평균자책점은 3.18을 기록하면서 안정된 투구를 계속했지만 처음으로 두 자릿수 승리에는 닿지 않았다. 오프에는 와다와의 자주 트레이닝을 지원한 후지오카 요시아키, 이와사키 쇼, 타 팀이지만 오미네 유타와 함께 개인 훈련을 실시했다.

#### 2009년
4월 3일의 오릭스 버펄로스와의 개막전에서 두 번째의 개막전 선발 투수를 맡았다. 완봉 승리를 거두면서 프로 야구 최다 타이(1979년의 히라마쓰 마사지와 대등함)에서는 퍼시픽 리그 신인으로서의 개막전 14개의 탈삼진을 기록했다. 5월 28일의 등판을 마지막으로 팔꿈치 통증으로 팀에서 장기적인 이탈을 피할 수 없게 되었다. 9월에는 복귀하여 최종전인 10월 11일에 선발 등판, 5월 22일 이후 승리 투수가 되었다.

#### 2010년
4월 8일의 지바 롯데 마린스전에서 개인 최다 기록인 15개의 탈삼진(9이닝 1실점 완투 승리)을 기록했고 6월 12일의 요미우리 자이언츠전에서 교류전 최다인 통산 18승째를 올렸다. 6월 26일의 도호쿠 라쿠텐 골든이글스전에서 3년 만에 10승을 올렸고 올스타전에서는 감독 추천으로 선정되는 등 6년 만에 세 번째로 출전했다.
9월 8일의 라쿠텐전에서 개인 최다 기록을 경신하는 15승째를 올렸고 지바 롯데전에서는 24이닝 무실점을 기록했다. 9월 23일의 지바 롯데전에서 시즌 17승째를 올리는 등 신인왕을 차지한 이후가 되는 타이틀이자 본인으로서는 처음으로 다승왕 타이틀을 획득하면서 팀의 7년 만의 리그 우승에 기여했을 뿐만 아니라 처음으로 퍼시픽 리그 MVP와 베스트 나인에도 선정되었다.
그 해에는 팀 동료인 스기우치 도시야도 16승을 기록하면서 1993년 주니치 드래건스의 이마나카 신지, 야마모토 마사(모두 17승) 이후 17년 만의 일이자 퍼시픽 리그에서는 1959년 다이마이 오리온스의 오노 쇼이치(22승), 아라마키 아쓰시(17승) 이후 51년 만이다. 구단으로서는 난카이 시대인 1948년의 나카타니 노부오(21승), 유키 스스무(19승)가 기록한 이후 62년 만이 되는 동일 팀의 좌완 두 명의 투수로서는 15승 이상을 기록했다.

#### 2011년
2년 만에 개막전 선발 투수로 지명되면서 5월 3일의 라쿠텐전부터 7월 6일의 세이부전까지 프로 데뷔 후 처음으로 7연승을 기록했고 8월 3일의 오릭스전에서는 개인 통산 100승을 달성했다. 시즌 중에서도 스기우치 도시야, D.J. 홀튼, 셋쓰 다다시 등과 함께 팀의 기둥으로서 완전히 가동해 16승을 기록했고 11월 3일 클라이맥스 시리즈 1차전에 등판해 승리 투수가 되면서 팀의 리그 연패와 8년 만의 일본 시리즈 우승에 기여했다.
11월 30일에는 그 해에 취득한 해외 FA권을 행사하는 신청을 했고 기자 회견에서는 메이저 리그의 모든 구단으로부터 선발로서 뛸 수 있는 것을 우선으로 이적할 팀을 찾고 싶다고 말했다.
12월 14일에 볼티모어 오리올스와 2년 총액 815만 달러로 계약을 맺었고 등번호는 ‘18’로 배정되었다. 하지만 이후 팔꿈치 수술을 받으며 한시즌을 통째로 날렸고, 2013년 역시 팔꿈치 부상이 재발해 결국 시즌 후 팀과 결별했고, 이후 시카고 컵스와 마이너 계약을 맺었다.

## 플레이 스타일
독특한 투구폼으로 최고 속도 149km/h의 스트레이트와 슬라이더, 체인지업, 커브를 나눠 던진다. 슬라이더는 옆으로 움직이는 것 뿐만이 아니라 세로로 움직이는 것도 구사했고, 2010년까지는 피타율이 1할 대를 기록하는 포크도 섞고 있었다. 통산의 볼넷율은 2.46으로 스트라이크 존에 모으는 능력이 있을 뿐이며 정반대의 방향도 많아 구질이 다소 가벼워 홈런을 허용하기 쉬웠다.
통산 탈삼진률은 8.27이면서 탈삼진이 많아 “자신의 생명선은 스트레이트”라고 말했다. 평균 구속은 약 137km/h이지만 스트레이트에는 타자 바로 앞에 퍼져 있어 공의 초속과 구속의 차이가 작다.

## 출신 학교
- 시마네 현립 하마다 고등학교
- 와세다 대학

## 선수 경력
NPB
- 후쿠오카 다이에 호크스·후쿠오카 소프트뱅크 호크스(2003년~2011년, 2016년~)

MLB
- 볼티모어 오리올스(2012년~2013년)
- 시카고 컵스(2014년~2015년)

국가 대표 경력
- 아테네 올림픽 일본 국가대표팀(2004년)
- 월드 베이스볼 클래식 일본 국가대표팀(2006년)
- 베이징 올림픽 일본 국가대표팀(2008년)

## 수상·타이틀 경력

### 타이틀
- 다승왕: 2회(2010년,2016년)
- 승률왕: 1회(2016년)

### 수상
- MVP: 1회(2010년)
- 신인왕(2003년)
- 베스트 나인: 1회(2010년)
- 골든 스피릿상: 1회(2006년)
- 센트럴·퍼시픽 교류전 우수 선수: 1회(2010년)

### 국제 대회
- 아테네 올림픽 동메달(2004년)

## 개인 기록

### 투수 기록
- 첫 등판·첫 선발: 2003년 4월 1일, 대 오사카 긴테쓰 버펄로스 2차전(오사카 돔)
- 첫 탈삼진: 상동
- 첫 승리·첫 선발 승리: 2003년 4월 9일, 대 세이부 라이온스 2차전(기타큐슈 시민 구장)
- 첫 완투 승리·첫 완봉 승리: 2003년 4월 16일, 대 지바 롯데 마린스 6차전(지바 마린 스타디움)

### 타격 기록
- 첫 안타: 2005년 5월 8일, 대 야쿠르트 스왈로스 2차전(메이지 진구 야구장)

### 기록 달성 경력
- 통산 1000투구회: 2008년 9월 27일, 대 지바 롯데 마린스 24차전(지바 마린 스타디움) ※역대 316번째.
- 통산 1000탈삼진: 2010년 3월 26일, 대 오릭스 버펄로스 1차전(후쿠오카 Yahoo! JAPAN 돔) ※역대 127번째.
- 통산 100승: 2011년 8월 3일, 대 오릭스 버펄로스 11차전(교세라 돔 오사카)[12]※역대 130번째.
- 통산 1500투구회: 2016년 5월 25일, 오릭스 버펄로스 8회전(후쿠오카 야후오쿠! 돔), 1회초 2사째에 고지마 슈헤이를 유격수 땅볼 ※사상 170번째
- 통산 1500탈삼진: 2017년 8월 27일, 지바 롯데 마린스 21회전(후쿠오카 야후오쿠! 돔), 4회초에 이구치 타다히토로부터 헛스윙 삼진 ※사상 51번째
- 통산 150승: 2022년 9월 30일, 대 도호쿠 라쿠텐 골든이글스 25차전(미야기 구장), 5회 1실점 ※사상 50번째, 41세 7개월 달성은 사상 최고 연장, 통산 305경기 등판 달성은 사상 4번째 속도, 좌완투수로는 사상 최고 속도

### 기타
- 일본 시리즈 최장 블랭크 승리: 16년 (2003년 7차전부터 2019년 4차전),
- 개막 투수: 4회(2005년, 2009년, 2011년, 2017년)
- 올스타전 출장: 5회(2003년, 2004년, 2010년, 2011년, 2016년)

## 등번호
- 21(2003년~2011년, 2016년 ~ )
- 67(2014년)
- 18(2015년)

## 연도별 성적
| 연도      | 소속               | 등 판 | 선 발 | 완 투 | 완 봉 | 무 볼 넷 | 승 리 | 패 전 | 세 이 브 | 홀 드 | 승 률 | 타 자 | 투 구 회 | 피 안 타 | 피 홈 런 | 볼 넷 | 고의 사구 | 死 구 | 탈 삼 진 | 폭 투 | 보 크 | 실 점 | 자 책 점 | 평균 자책점 | WHIP |
| --------- | ------------------ | ----- | ----- | ----- | ----- | -------- | ----- | ----- | -------- | ----- | ----- | ----- | -------- | -------- | -------- | ----- | --------- | ----- | -------- | ----- | ----- | ----- | -------- | ----------- | ---- |
| 2003년    | 다이에· 소프트뱅크 | 26    | 26    | 8     | 2     | 0        | 14    | 5     | 0        | --    | .737  | 781   | 189.0    | 165      | 26       | 61    | 1         | 1     | 195      | 1     | 0     | 77    | 71       | 3.38        | 1.20 |
| 2004년    | 다이에· 소프트뱅크 | 19    | 18    | 7     | 0     | 0        | 10    | 6     | 0        | --    | .625  | 534   | 128.1    | 110      | 23       | 38    | 0         | 3     | 115      | 2     | 0     | 67    | 62       | 4.35        | 1.15 |
| 2005년    | 다이에· 소프트뱅크 | 25    | 25    | 4     | 0     | 1        | 12    | 8     | 0        | 0     | .600  | 741   | 181.2    | 154      | 17       | 57    | 8         | 2     | 167      | 4     | 0     | 69    | 66       | 3.27        | 1.16 |
| 2006년    | 다이에· 소프트뱅크 | 24    | 24    | 6     | 3     | 3        | 14    | 6     | 0        | 0     | .700  | 657   | 163.1    | 137      | 18       | 42    | 1         | 1     | 136      | 2     | 0     | 57    | 54       | 2.98        | 1.10 |
| 2007년    | 다이에· 소프트뱅크 | 26    | 26    | 2     | 0     | 0        | 12    | 10    | 0        | 0     | .545  | 757   | 182.0    | 168      | 15       | 42    | 3         | 5     | 169      | 6     | 1     | 65    | 57       | 2.82        | 1.15 |
| 2008년    | 다이에· 소프트뱅크 | 23    | 23    | 3     | 0     | 2        | 8     | 8     | 0        | 0     | .500  | 671   | 162.0    | 167      | 12       | 36    | 1         | 3     | 123      | 3     | 0     | 65    | 65       | 3.61        | 1.25 |
| 2009년    | 다이에· 소프트뱅크 | 15    | 13    | 1     | 1     | 0        | 4     | 5     | 0        | 0     | .444  | 337   | 84.1     | 72       | 13       | 24    | 0         | 1     | 87       | 1     | 0     | 39    | 38       | 4.06        | 1.14 |
| 2010년    | 다이에· 소프트뱅크 | 26    | 26    | 1     | 0     | 1        | 17    | 8     | 0        | 0     | .680  | 696   | 169.1    | 145      | 11       | 55    | 0         | 1     | 169      | 2     | 0     | 59    | 59       | 3.14        | 1.18 |
| 2011년    | 다이에· 소프트뱅크 | 26    | 26    | 4     | 2     | 2        | 16    | 5     | 0        | 0     | .762  | 726   | 184.2    | 145      | 7        | 40    | 0         | 4     | 168      | 5     | 0     | 33    | 31       | 1.51        | 1.00 |
| 2014년    | CHC                | 13    | 13    | 0     | 0     | 0        | 4     | 4     | 0        | 0     | .500  | 289   | 69.1     | 67       | 7        | 19    | 1         | 3     | 57       | 0     | 0     | 28    | 25       | 3.25        | 1.24 |
| 2015년    | CHC                | 8     | 7     | 0     | 0     | 0        | 1     | 1     | 0        | 0     | .500  | 136   | 32.1     | 30       | 5        | 11    | 1         | 1     | 31       | 0     | 1     | 14    | 13       | 3.62        | 1.27 |
| 2016년    | 소프트뱅크         | 24    | 24    | 2     | 1     | 0        | 15    | 5     | 0        | 0     | .750  | 662   | 163.0    | 138      | 22       | 38    | 0         | 5     | 157      | 0     | 0     | 58    | 55       | 3.04        | 1.08 |
| 2017년    | 소프트뱅크         | 8     | 7     | 0     | 0     | 0        | 4     | 0     | 0        | 0     | 1.000 | 181   | 47.0     | 34       | 1        | 8     | 0         | 0     | 34       | 1     | 0     | 13    | 13       | 2.49        | 0.89 |
| 2019년    | 소프트뱅크         | 12    | 12    | 0     | 0     | 0        | 4     | 4     | 0        | 0     | .500  | 240   | 57.2     | 56       | 11       | 14    | 0         | 2     | 45       | 0     | 0     | 26    | 25       | 3.90        | 1.21 |
| 2020년    | 소프트뱅크         | 16    | 16    | 0     | 0     | 0        | 8     | 1     | 0        | 0     | .889  | 346   | 85.2     | 66       | 7        | 31    | 0         | 1     | 75       | 1     | 0     | 30    | 28       | 2.94        | 1.13 |
| 2021년    | 소프트뱅크         | 18    | 18    | 0     | 0     | 0        | 5     | 6     | 0        | 0     | .455  | 396   | 94.1     | 95       | 14       | 27    | 1         | 3     | 83       | 0     | 0     | 49    | 47       | 4.48        | 1.29 |
| 2022년    | 소프트뱅크         | 17    | 16    | 0     | 0     | 0        | 7     | 4     | 0        | 0     | .636  | 324   | 81.0     | 64       | 3        | 22    | 0         | 1     | 75       | 0     | 0     | 28    | 25       | 2.78        | 1.06 |
| NPB：15년 | NPB：15년          | 305   | 300   | 38    | 9     | 9        | 150   | 81    | 0        | 0     | .649  | 8049  | 1973.1   | 1716     | 200      | 535   | 15        | 33    | 1798     | 28    | 1     | 735   | 696      | 3.17        | 1.14 |
| MLB：2년  | MLB：2년           | 21    | 20    | 0     | 0     | 0        | 5     | 5     | 0        | 0     | .500  | 425   | 101.2    | 97       | 12       | 30    | 2         | 4     | 88       | 0     | 1     | 42    | 38       | 3.36        | 1.25 |

- 2022년 기준. 굵은 글씨는 시즌 최고 성적.
- 2005년에 다이에(후쿠오카 다이에 호크스)가 소프트뱅크(후쿠오카 소프트뱅크 호크스)로 구단명을 변경.